# Ideal primitiv
Nu confundați cu ideal primar sau cu ideal principal.
În matematică, în special în teoria inelelor⁠(d), un ideal primitiv stâng este un anulator al unui modul simplu stâng (nenul). Un ideal primitiv drept este definit similar. Idealele primitive stângi și de drepte sunt întotdeauna ideale bilaterale.
Idealele primitive sunt prime. Inelul factor al unui inel pentru un ideal primitiv stâng este un inel primitiv. Pentru inele comutative idealele primitive sunt maximale, deci inelele primitive comutative sunt toate corpuri.

## Spectru primitiv
Spectrul primitiv al unui inel este un analog necomutativ al spectrului prim⁠(d) al unui inel comutativ.  (Un ideal primitiv tinde să fie mai interesant decât un ideal prim în teoria inelelor necomutative⁠(d)).
Fie A un inel și {\displaystyle \operatorname {Prim} (A)} mulțimea tuturor idealelor primitive ale lui A. Atunci există o topologie pe {\displaystyle \operatorname {Prim} (A)}, numită topologie Jacobson, definită astfel încât închiderea unei submulțimi T este mulțimea de ideale primitive ale lui A care conține intersecția elementelor lui T.
Fie A o algebră asociativă⁠(d) peste un corp. Atunci, prin definiție, un ideal primitiv este nucleul unei reprezentări ireductibile⁠(d) {\displaystyle \pi } a lui A și astfel există o surjecție
{\displaystyle \pi \mapsto \ker \pi :{\widehat {A}}\to \operatorname {Prim} (A).}